# Скалатський орнітологічний заказник
Ска́латський зака́зник — орнітологічний заказник місцевого значення в Україні. Розташований на південно-західній околиці міста Скалат Тернопільського району Тернопільської області, поблизу автошляху Скалат — Гримайлів, у межах Скалатської водойми. 
Площа 20 га. Створений відповідно до рішення Тернопільської обласної ради № 90 від 25 квітня 1996 року. Перебуває у віданні Скалатської міської ради. Рішенням Тернопільської обласної ради № 15 від 22 липня 1998 року мисливські угіддя заказника надані у користування Підволочиській районній організації УТМР як постійно діюча ділянка з охорони, збереження та відтворення мисливської фауни.
Під охороною — орнітологічний комплекс водно-болотної фауни: крижень, вівсянка і мартин звичайні, зяблик, плиска біла та інші.